# Болус, Луиза
Хэрриет Маргарет Луиза Болус (англ. Harriet Margaret Louisa Bolus, при рождении — Кенсит (Kensit); 1877—1970) — южноафриканская учёная-ботаник, невестка Гарри Болуса.

## Биография
Луиза Кенсит родилась 31 июля 1877 года в городе Бургерсдорп в Южной Африке. С 1891 по 1899 училась в колледже в Порт-Элизабет. В 1902 году получила степень бакалавра искусств по литературе в Южноафриканском колледже в Кейптауне. После смерти ботаника Гарри Болуса в 1911 году Луиза стала куратором гербария Кейптаунского университета. В 1912 году она вышла замуж за младшего сына Гарри Болуса, Франка. В 1920 году Луиза Болус была избрана членом Южноафриканского Королевского общества. В 1955 году Болус ушла на пенсию.
Луиза Болус длительное время изучала флору Южной Африки, специализировалась на орхидных, вересковых, ирисовых и аизовых растениях. Несколько раз она совершала поездки для изучения гербариев Европы — в Лондон, Уппсалу, Вену.
Хэрриет Маргарет Луиза Болус скончалась 5 апреля 1970 года в Кейптауне.
Основной гербарий, собранный Луизой Болус, хранится в отделении ботаники Кейптаунского университета (BOL).

## Некоторые научные работы
- Bolus, H.M.L. (1919). Elementary lessons in systematic botany. 96 p.
- Bolus, H.M.L. (1928). Notes on Mesembryanthemum and allied genera. 156 p.

## Роды, названные в честь Л. Болус
- Bolusanthemum Schwantes, 1928 [syn.  Bijlia N.E.Br., 1928]